# 博克图镇
博克图镇（汉语拼音字母：Bûgt balgas），是中华人民共和国内蒙古自治区呼伦贝尔市牙克石市下辖的一个乡镇级行政单位。

## 行政区划
博克图镇下辖以下地区：
博南社区、博铁社区、巴新社区、巴强社区、沟口村和二道河子村。